# Lyndeborough
Lyndeborough är en kommun (town) i Hillsborough County i delstaten New Hampshire, USA med 1 683 invånare (2010). 